# CzCube
czCube byla česká amatérská družice typu CubeSat.
Byl vyvinut prototyp a sledovací stanice, na dokončení projektu se však nepodařilo sehnat finance.